# New Guinea
New Guinea (tên gọi lịch sử: Papua) nằm ở Nam Bán cầu là đảo lớn thứ hai thế giới, sau Greenland, với diện tích 786.000 km². Đảo nằm ở tây nam Thái Bình Dương, ở phía đông của quần đảo Mã Lai, và đôi khi đảo cũng được tính là một phần của quần đảo Ấn-Úc lớn hơn. Về mặt địa chất, New Guinea và Úc cùng là một phần của một mảng kiến tạo. Khi mực nước biển địa cầu xuống thấp, hai nơi có chung đường bờ biển (nay nằm sâu 100 đến 140 mét dưới mực nước biển), kết hợp với các phần đất liền mà nay bị ngập kiến tạo lục địa Sahul, hay còn gọi là Đại Úc. Hai đại lục bị tách biệt khi khu vực mà nay là eo biển Torres bị ngập sau khi kết thúc thời kỳ băng hà cuối cùng. Về nhân loại học, New Guinea được xem là một phần của Melanesia. Về mặt chính trị, nửa phía tây của đảo gồm sáu tỉnh của Indonesia: Papua , Tây Papua , Trung Papua, Nam Papua, Tây Nam Papua và Papua Cao nguyên. Nửa phía đông của đảo tạo thành phần đại lục của quốc gia Papua New Guinea. Hòn đảo có khoảng 7,5 triệu cư dân, mật độ dân số chỉ là 8 người/km².
So với New Guinea, Úc ở phía nam khô hơn, bằng phẳng hơn, và kém phì nhiêu hơn, New Guinea có lượng mưa cao hơn nhiều cùng hoạt động địa chất núi lửa, đỉnh cao nhất trên đảo là Puncak Jaya đạt cao độ 4.884 m (16.023 ft). Hai đại lục tương đồng về một số loài động vật, với các loài thú có túi, bao gồm wallaby và possum, và động vật đơn huyệt đẻ trứng, thú lông nhím. Ngoài dơi và khoảng hơn hai chục loài gặm nhấm, không có các loài thuộc lớp phụ thú có nhau trước thời kỳ người bản địa. Lợn, một số loài chuột, và tổ tiên của chó hát New Guinea do con người đưa đến đảo.
Nghiên cứu chỉ ra rằng các vùng cao là một trung tâm nông nghiệp ban đầu và độc lập, với bằng chứng về thủy lợi có niên đại cách nay ít nhất 10.000 năm. Do thời gian định cư có bề dày và địa hình chia cắt, con số ngôn ngữ trên đảo cao bất thường, với khoảng 1.000 ngôn ngữ (con số cao hơn so với hầu hết các lục địa) được ghi vào mục lục so với 6.000 thổ ngữ của con người vào thời kỳ tiền Colombo. Hầu hết các ngôn ngữ trên đảo được phân loại thuộc nhóm ngôn ngữ Papua, song có một số ngôn ngữ thuộc ngữ hệ Nam Đảo được nói tại khu vực bờ biển và các đảo nhỏ nằm sát đó.
Thế kỷ 16, các nhà thám hiểm người Tây Ban Nha phát hiện ra đảo và gọi nó là Nueva Guinea. Trong lịch sử gần đây, Tây New Guinea được sáp nhập vào thuộc địa Đông Ấn Hà Lan. Người Đức sáp nhập bờ biển phía bắc của nửa phía đông, hình thành nên New Guinea thuộc Đức trong nỗ lực nhằm trở thành một thế lực thuộc địa vào trước Chiến tranh thế giới thứ nhất, trong khi người Anh miễn cưỡng tuyên bố chủ quyền phần phía nam. Sau Hòa ước Versailles, phần lãnh thổ của Đức trên đảo bị giao lại cho Úc như một lãnh thổ ủy thác của Hội Quốc Liên. Nửa phía đông của đảo giành được độc lập từ Úc và thành lập nên Papua New Guinea vào năm 1975. Nửa phía tây giành được độc lập từ Hà Lan vào năm 1961, song trở thành một bộ phận của Indonesia ngay sau cuộc trưng cầu dân ý gây tranh cãi năm 1969.